# Villa de la Paz
Villa de la Paz è una municipalità dello stato di San Luis Potosí, nel Messico centrale, il cui capoluogo è la omonima località.
Conta 5.350 abitanti (2010) e ha una estensione di 143,93 km².